# Rowland E. Trowbridge

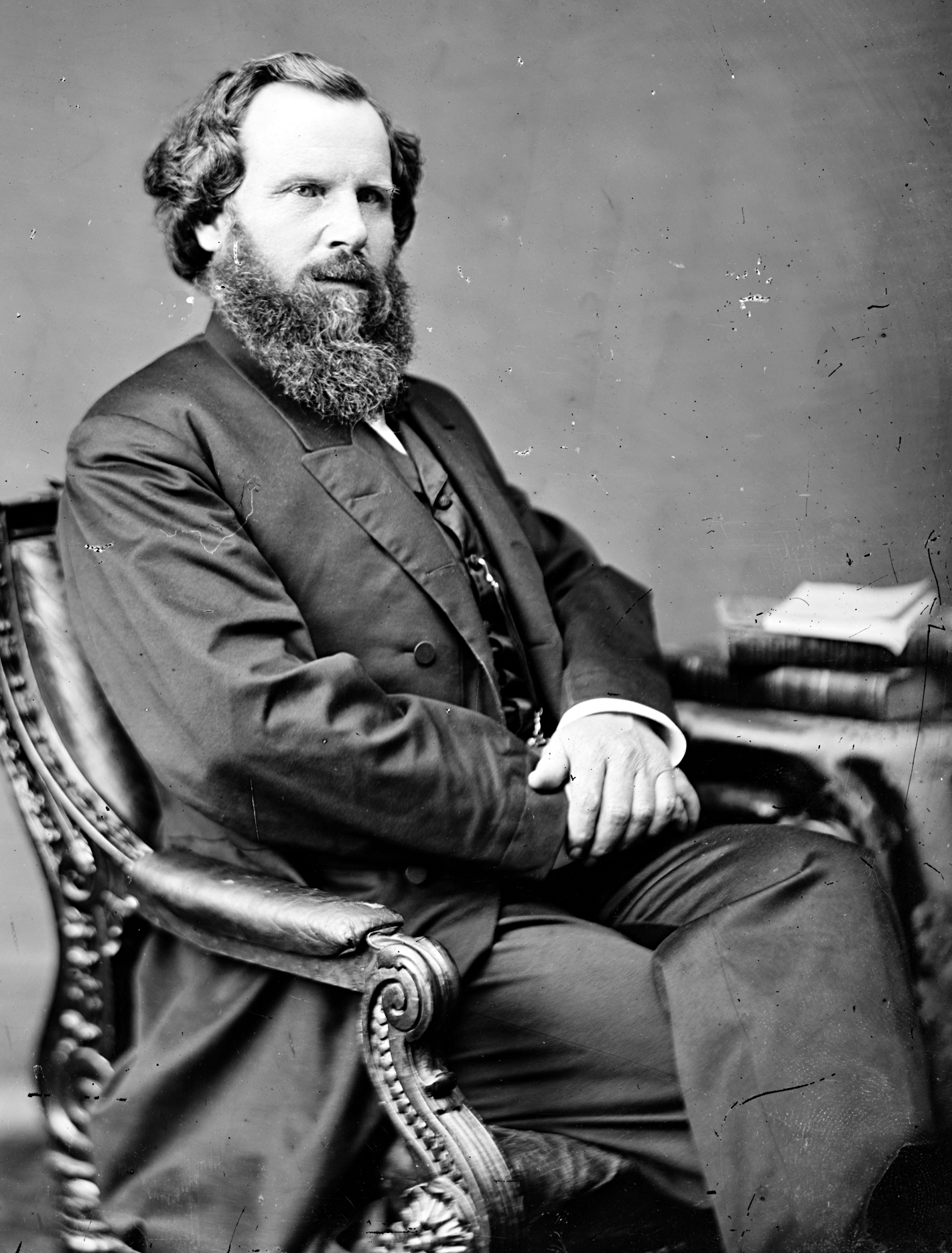
Rowland E. Trowbridge

Rowland Ebenezer Trowbridge (* 18. Juni 1821 in Horseheads, Chemung County, New York; † 20. April 1881 in Birmingham, Michigan) war ein US-amerikanischer Politiker. Zwischen 1861 und 1869 vertrat er zweimal den Bundesstaat Michigan im US-Repräsentantenhaus.

## Werdegang
Noch in seinem Geburtsjahr 1821 kam Rowland Trowbridge mit seinen Eltern in das Oakland County im Michigan-Territorium. Später besuchte er das Kenyon College in Gambier (Ohio), das er im Jahr 1841 absolvierte. In den folgenden Jahren arbeitete er in Michigan in der Landwirtschaft. Gleichzeitig begann er als Mitglied der 1854 gegründeten Republikanischen Partei eine politische Laufbahn. Zwischen 1856 und 1860 saß er im Senat von Michigan.
Bei den Kongresswahlen des Jahres 1860 wurde er im vierten Wahlbezirk von Michigan in das US-Repräsentantenhaus in Washington, D.C. gewählt, wo er am 4. März 1861 die Nachfolge von DeWitt C. Leach antrat. Da er bei den Wahlen des Jahres 1862 gegen Francis William Kellogg verlor, konnte er bis zum 3. März 1863 zunächst nur eine Legislaturperiode im Kongress absolvieren. Diese war von den Ereignissen des Bürgerkriegs geprägt. Bei den Wahlen des Jahres 1864 wurde Trowbridge im fünften Distrikt seines Staates als Nachfolger von Augustus C. Baldwin erneut in den Kongress gewählt, wo er zwischen dem 4. März 1865 und dem 3. März 1869 zwei weitere Legislaturperioden absolvieren konnte. In dieser Zeit endete der Bürgerkrieg. Die folgenden Jahre waren von dem erbitterten Streit zwischen Trowbridges Partei und dem neuen Präsidenten Andrew Johnson überschattet. Dieser Konflikt gipfelte in einem im US-Senat knapp gescheiterten Amtsenthebungsverfahren gegen den Präsidenten. Zwischen 1867 und 1869 war Rowland Trowbridge Vorsitzender des Landwirtschaftsausschusses. Im Jahr 1868 wurde der 14. Verfassungszusatz verabschiedet.
Für die Wahlen des Jahres 1868 wurde Trowbridge von seiner Partei nicht mehr zur Wiederwahl nominiert. In der Folge arbeitete er wieder in der Landwirtschaft. In den Jahren 1880 und 1881 war er Indianerbeauftragter. Er starb am 20. April 1881 in Birmingham, wo er auch beigesetzt wurde.